# Nessaea obrinus
Nessaea obrinus, obrina de asa oliva, é uma espécie de borboleta da família Nymphalidae. É encontrada da Colômbia e das Guianas até a foz do Amazonas e do sul até o centro da Bolívia e Mato Grosso no Brasil, estendendo-se até o norte da Argentina.

## Pigmentação azul
As borboletas obrinas de asa oliva são muito incomuns, porque eles são um dos poucos animais com pigmento azul real. A maioria das outras espécies obtém sua coloração azul de um processo chamado dispersão de Rayleigh, que espalha partículas de luz para criar sua cor azul. Todas as outras espécies de Nessaea obtêm sua coloração azul do pigmento pterobilina.

## Subespécies
- Nessaea obrinus obrinus (Guianas e no leste da Venezuela)
- Nessaea obrinus faventia Fruhstorfer, 1910 (Brasil (Mato Grosso), Bolivia)
- Nessaea obrinus lesoudieri Le Moult, 1933 (Colombia, Equador, Peru, Bolivia, Brasil (Amazonas))